# Clemson University
La Clemson University è un'università statunitense pubblica con sede a Clemson, nella Carolina del Sud.

## Storia
L'università fu fondata nel 1889 come Clemson Agricultural College of South Carolina da Thomas Green Clemson, l'attuale denominazione è in uso dal 1964.

## Sport
I Tigers, che fanno parte della NCAA Division I, sono affiliati all'Atlantic Coast Conference. Il football americano, il calcio e il baseball sono gli sport principali, le partite interne vengono giocate al Memorial Stadium e indoor al Littlejohn Coliseum.